# Radojewice
Radojewice – wieś w Polsce położona w województwie kujawsko-pomorskim, w powiecie inowrocławskim, w gminie Dąbrowa Biskupia.
Siedziba zakładów mięsnych Viando.

## Podział administracyjny
W latach 1954–1961 wieś należała do gromady Pieranie, w 1962-1972 wieś należała i była siedzibą władz gromady Radojewice. W latach 1975–1998 miejscowość administracyjnie należała do województwa bydgoskiego.

## Demografia
W roku 1583 wieś liczyła 157 mieszkańców. Według Narodowego Spisu Powszechnego (III 2011 r.) wieś liczyła 340 mieszkańców. Jest drugą co do wielkości miejscowością gminy Dąbrowa Biskupia.

## Nazwa
Nazwa wsi pochodzi od rady wojennej, którą miał tu odbyć król Władysław I Łokietek, w drodze na bitwę pod Płowcami. Pamiątką tej rady jest posadzony (według legendy) dąb i krąg kamienny w miejscowym parku.